# Windows Media Center
Windows Media Center és una aplicació amb una interfície d'usuari inclosa en Windows XP Media Center Edition com a part d'aquesta versió del sistema operatiu. També és part del Windows Vista (Edicions Home Premium i Ultimate) i Windows 7. Està dissenyat per a equips que disposin de comandament a distància, encara que també pot funcionar amb ratolí i teclat. Media Center reprodueix o visualitza en l'equip de l'usuari fotografies, vídeos i música provinents de discs durs locals, unitats òptiques i ubicacions de xarxa. També classifica el contingut multimèdia per nom, data, etiquetes i altres atributs de fitxer. El contingut multimèdia gestionat a través de Media Center pot ser reenviat a través de xarxes domèstiques a aparells de televisió, mitjançant les característiques Windows Media Center Extender de dispositius especialment dissenyats per a aquest fi, o la consola Xbox 360.